# Wallpaper

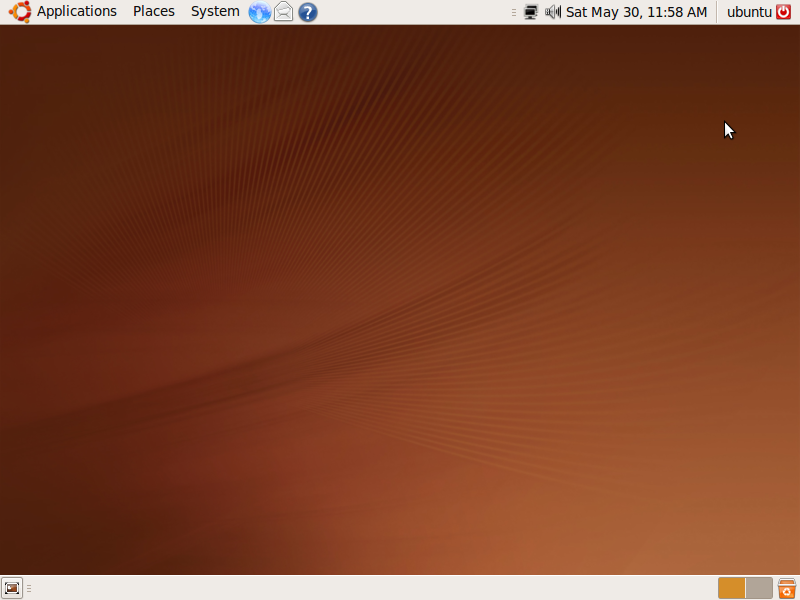
Wallpaper (Ubuntu)

Wallpaper, množné číslo wallpapers př. wallpapery, znamená v českém významu tapeta na plochu, nebo také pozadí. Jde o grafické obrázky nebo fotografie umisťované na plochu počítače, tabletu nebo mobilního telefonu. Wallpapery se rozdělují podle velikostí rozlišení obrazovky.

## Účel
Jejich účel může být jak informativní (v menšině), tak estetický (většinou).

## Tvorba
Lze je získat na internetových databázích, či je vytvořit v grafickém editoru. Jejich samotné vložení na plochu závisí na daném operačním systému a jeho verzi.